# Xanascat
XANASCAT és el nom que rep la Xarxa Nacional d'Albergs Socials a Catalunya, una organització que compta amb més de 48 albergs repartits per tot Catalunya. L'objectiu d'aquesta Xarxa Nacional és facilitar la relació entre els joves, compartint experiències. Aquests albergs són perfectes per descobrir l'entorn i fer una gran varietat d'activitats en família o amb amics. Aquestes activitats són internes i externes. La majoria d'aquestes activitats es fan a l'aire lliure per descobrir l'entorn. Aquesta Xarxa es basa en 4 programes principals.

## Programes[calcitació]
Aquesta Xarxa compta amb 4 principals programes per arribar a assolir els seus objectius: facilitar la relació entre joves i millorar en diferents àmbits i/o habilitats. La majoria d'aquests programes volen fomentar l'esport i el coneixement de l'entorn.

### XANASCAT Joves
Aquest programa està dirigit als i les joves de Catalunya. Vol fomentar i potenciar la mobilitat entre joves per millorar la convivència general.

#### L'Estiu és teu[1]
Aquest és un programa dirigit a nois i noies de 5 a 16 anys. Es duu a terme a l'estiu, en entorns i en diferents dates. Els Albergs destinats a aquest programa els presta la XANASCAT. Els objectius de l'estada depenen de la tipologia triada. Hi ha una gran varietat de modalitats per tal que els joves puguin millorar a l'estiu en àmbits diferents.
Pel que fa als idiomes, s'hi fan estades per aprendre anglès, francès o alemany. Quant als esports, hi ha activitats multiesportives.
￼També hi ha estades combinades com són la d'Anglès+ multi esportives, on es combinen les accions esportives amb 3h d'anglès cada dia. Després hi trobem estades més artístiques on es fomenta el treball en la música, la dansa o fins i tot el teatre.
És el programa perfecte per conviure amb joves de la mateixa edat, fer noves amistats i aprendre coses noves.

#### Colònies de Setmana Santa
L'objectiu d'aquestes colònies són, de la mateixa manera que a les colònies d'estiu, transmetre nous valors de convivència, juntament amb la companyonia d'una manera diferent i divertida durant les vacances de Setmana Santa. Sobretot les activitats són per tenir un millor coneixement de l'entorn. També serveixen per ampliar continguts generals. Els Albergs que es fan servir per a aquestes petites colònies els presta la XANASCAT. Aquestes colònies són per a nois i noies de 8 a 16 anys.

#### ESC...apa't el cap de setmana
Com bé ho indica el seu nom, aquest programa consisteix en l'Escapada de família o amics un cap de setmana a qualsevol alberg ofert per la XANASCAT. Aquest programa es duu a terme tant en caps de setmana com en ponts o en petites vacances durant l'any. Segons l'època que es triï, hi haurà una tipologia o una altra d'activitats internes i externes. L'objectiu d'aquest programa és fer gaudir del temps lliure a totes aquelles persones que ho desitgin. Generalment, aquest programa està dirigit a joves que poden gaudir de les activitats que més els agraden.

### XANASCAT Escoles
Aquest programa ofereix tot tipus d'activitats i crèdits per a totes les escoles de Catalunya on faciliten la descoberta del territori català, la seva història, la cultura o la natura. Aquestes activitats són a càrrec de serveis professionals de pedagogia del departament d'Activitats de la XANASCAT.

#### L'Escola a la neu
A l'hivern la XANASCAT posa a disposició de les escoles de Catalunya alguns dels seus albergs de muntanya. En aquests tipus d'estades els programes són molt diversos, per tal que cada nen i nena pugui practicar la modalitat que més li agradi (esquí, snowboard, trineu, construcció d'iglús...). L'objectiu és que els nens i nenes gaudeixin de l'estada de la manera que més els agradi. Igual que els altres programes, un altre objectiu és fomentar la companyonia entre els alumnes d'una manera diferent i més divertida.

#### Descobrir Catalunya
Aquest programa està dirigit a grups escolars o grups de gent que arriben a Catalunya des de fora i que volen descobrir-la. És un programa l'objectiu del qual és donar a conèixer el territori català a gent de fora, des del punt de vista cultural i pel que fa al coneixement de les seves tradicions. Així doncs, la XANASCAT posa a l'abast els seus albergs a grups de fora per tal puguin estar-s'hi, alhora que descobreixen Catalunya. Hi ha un munt d'activitats on cadascuna té un objectiu diferent.

### ￼XANASCAT Social
Aquest programa està destinat a promocionar el benestar a Catalunya. Es centra en famílies nombroses, monoparentals o fins i tot famílies amb recursos econòmics limitats.

#### Vacances en família
L'objectiu d'aquest programa és que les famílies coneguin el territori d'una manera més aprofundida; i alhora que pares, mares i fills convisquin junts, per fonamentar la relació familiar del seu nucli. Aquest programa es du a terme a les vacances d'estiu, alguns caps de setmana, als ponts i a les vacances de Setmana Santa. La XANASCAT posa a disposició de les famílies alguns dels seus albergs. Hi ha un munt d'activitats i diferents modalitats per divertir-se i alhora conviure amb la teva família.

#### Residències d'estudiants
La XANASCAT posa a disposició 3 dels seus albergs a tot Catalunya, on estudiants de dins i de fora de Catalunya poden allotjar-se mentre estudien, si és que ho fan a un lloc fora de la seva residència habitual. Ofereixen la seva residència durant el curs acadèmic. El seu objectiu és simple: facilitar l'aprofitament acadèmic del/de la jove.

### XANASCAT Entitats[calcitació]
La XANASCAT posa al servei de qualsevol entitat catalana eines per poder dur a terme les activitats o programes proposats en les millors condicions possibles. Amb entitats ens referim a: Colles, associacions juvenils, empreses, associacions de pares i mares...
Les eines que els posen a disposició són les següents:
-Serveis de menjador
-Sales i auditoris adaptats a les necessitats de les entitats
-Allotjaments de tota mena

## Albergs[calcitació]
Els albergs estan repartits per tot Catalunya, per tal de poder estar a l'abast de tothom. Es troben per la costa, per la plana i per la muntanya. Cadascun d'aquests albergs compta amb diferents activitats externes que depenen del relleu de la zona.
- Alberg Anna Maria Janer
- Alberg Barcelona Urbany Hostel Alberg Be Hostels Mar
- Alberg Be Hostels Sound
- Alberg Ca la Jepa
- Alberg Cal Pons
- Alberg Casa Gran
- Alberg Center-Rambles
- Alberg Costa Brava
- Alberg d'Empúries
- Alberg de Banyoles
- Alberg de Berga
- Alberg del Carme
- Alberg del Pallars
- Alberg Equity Point Centric
- Alberg Era Garona
- Alberg Escola de Piraguisme de Sort Alberg Ideal Youth Hostel
- Alberg In/Out
- Alberg Jaume I
- Alberg Josep Maria Batista i Roca Alberg l'Encanyissada
- Alberg la Conreria
- Alberg la Sala
- Alberg la Valira
- Alberg Mare de Déu de les Neus Alberg Mare de Déu de Montserrat Alberg Mas de la Coixa
- Alberg Mas Silvestre
- Alberg Matacabós
- Alberg Molí de Sant Oleguer
- Alberg Món Natura Pirineus
- Alberg Montsec Mur
- Alberg Mossèn Antoni Batlle
- Alberg Pere el Gran
- Alberg Pere Figuera
- Alberg Pere Tarrés
- Alberg Pic de l'Àliga
- Alberg Rectoria de la Selva
- Alberg Ruta del Ferro
- Alberg Santa Maria del Mar
- Alberg Torre Ametller
- Alberg Torre Malagrida
- Alberg Twentytú Hostel
- Alberg Vall d'en Bas
- Alberg Viladoms de Baix Alberg
- Residència Canonge Collell Alberg
- Residència Cerverí de Girona Alberg
- Residència Esportiva Àster Alberg
- Residència Sant Anastasi Alberg
- Residència Sant Jordi